# Ceramitec
Die ceramitec ist eine Messe der Keramikindustrie. Sie findet alle zwei Jahre statt und wird von der Messe München veranstaltet. Im Jahr 2024 betrug die Ausstellungsfläche 33.000 m² und es waren 13.000 Besucher aus 84 Ländern und 466 Aussteller aus 36 Ländern vor Ort.

## Konzept
Die Ausstellungsbereiche bilden die gesamte Wertschöpfungskette der Keramik ab: 
- Additive Fertigung
- Grobkeramik
- Technische Keramik
- Roh- und Zusatzstoffe, Pulver, Betriebs- und Hilfsmittel
- Feuerfeste Werkstoffe, Brennhilfsmittel, Öfen und Ausrüstungen
- Fein- und Feuerfestkeramik
- Pulvermetallurgie
- Hochleistungsmaterialien
- Verbundwerkstoffe
- Energielösungen

Besucher und ausstellende Unternehmen kommen aus der ganzen Welt auf die Messe. 57 % der Besucher der der Messe kommen aus dem Ausland, sodass sich die Messe durch eine hohe Internationalität auszeichnet. 
Das internationale Konferenzprogramm für Aussteller und Besucher behandelt die aktuellen und zukunftsweisenden Themen der Branche von Möglichkeiten der additiven Fertigung über Rohstoffe und Verfahrenstechnologien bis hin zu industriellen Anwendungen.  
Der CareerDay am letzten Messetag bietet Möglichkeiten für den beruflichen Einstieg.